# انرژی‌های تجدیدپذیر در ایتالیا
انرژی تجدیدپذیر در ایتالیا طی دهه گذشته به‌سرعت توسعه یافته و ابزاری برای این کشور فراهم کرده تا از وابستگی تاریخی خود به سوخت‌های وارداتی فاصله بگیرد. انرژی خورشیدی در سال ۲۰۱۴ حدود ۸٪ از کل تولید برق کشور را تشکیل می‌داد و ایتالیا را به کشوری با بالاترین سهم انرژی خورشیدی در جهان در آن سال تبدیل کرد. رشد سریع استفاده از انرژی خورشیدی، بادی و زیست‌انرژی در سال‌های اخیر منجر به تولید بیش از ۴۰٪ از برق ایتالیا از منابع تجدیدپذیر در سال ۲۰۱۴ شد.
سهم انرژی‌های تجدیدپذیر از مصرف نهایی ناخالص انرژی (تمامی مصارف انرژی) در سال ۲۰۱۴ به ۱۷٫۱٪ رسید. این عدد به‌طور پیوسته در حال افزایش بوده و امروزه یکی از اجزای اصلی انرژی در ایتالیا به‌شمار می‌رود. در سال ۲۰۱۴، ۳۸٫۲٪ از مصرف انرژی برق ملی از منابع تجدیدپذیر تأمین شد (این مقدار در سال ۲۰۰۵ تنها ۱۵٫۴٪ بود) که ۱۶٪ از کل مصرف انرژی کشور را پوشش می‌داد (در سال ۲۰۰۵ معادل ۵٫۳٪). رقم متناظر برای تولید برق حتی بالاتر بود، چراکه آمار مصرف، برق وارداتی (۱۳٫۶٪ از کل در سال ۲۰۱۴) را در نظر نمی‌گیرد. ممکن است برق وارداتی نیز شامل درصد بالایی از برق تولیدشده از منابع تجدیدپذیر باشد، اما این مقادیر در آمار مصرف منظور نمی‌شوند.
تمام ۸٬۰۴۷ شهرداری ایتالیا (کومونه) از نوعی انرژی تجدیدپذیر بهره‌برداری کرده‌اند؛ که در این میان، نیروی برق‌آبی از نظر میزان تولید، پیشروترین منبع تجدیدپذیر به‌شمار می‌رود. زیست‌انرژی، انرژی بادی و الکتریسیته زمین‌گرمایی نیز نقش مهمی در تأمین نیازهای انرژی کشور دارند. تا سال ۲۰۱۳، مصرف اولیه انرژی تجدیدپذیر در ایتالیا به ۱۴٫۶ میلیون تن معادل نفت (Mtoe) رسیده بود.
ایتالیا برنامه‌های تشویقی سخاوتمندانه‌ای را برای توسعه تولید انرژی‌های تجدیدپذیر اجرا کرده است. بزرگ‌ترین طرح تشویقی آن، تولید برق خورشیدی (فتوولتائیک) را هدف قرار داد و باعث شد این کشور از پایه‌ای پایین در نصب سیستم‌های خورشیدی در سال ۲۰۱۰، به چهارمین کشور بزرگ جهان از نظر نصب در پایان سال ۲۰۱۴ تبدیل شود؛ در آن زمان حتی از ایالات متحده نیز پیشی گرفت. تمامی منابع انرژی تجدیدپذیر در سال‌های اخیر در ایتالیا رشد داشته‌اند و بسیاری از آن‌ها همچنان مشمول یارانه‌ها هستند. در دهه گذشته، ایتالیا به یکی از کشورهای پیشروی جهان در فهرست کشورها بر پایه تولید برق از منابع تجدیدپذیر بدل شده و در اتحادیه اروپا مقام دوم و در سطح جهانی مقام نهم را کسب کرده است.

## تاریخچه
تمایل به تولید انرژی کاملاً سبز در ایتالیا از نیاز به کاهش وابستگی تاریخی این کشور به سوخت فسیلی و جریان‌های تأمین هیدروکربن از اروپای شرقی، خاورمیانه و شمال آفریقا نشأت گرفت، و همچنین برای پایبندی به توافقات بین‌المللی الزام‌آور مانند پیمان کیوتو (امضا شده در ۱۹۹۷ و اجرایی از ۲۰۰۵).
در طول قرن بیستم، ایتالیا پیشرو در توسعه فناوری و تولید انرژی از منابع تجدیدپذیر بود. در حوزه انرژی زمین‌گرمایی، نخستین نیروگاه به سال ۱۹۰۴ در لاردریلو در توسکانی بازمی‌گردد؛ جایی که در سال ۱۹۱۳، نخستین نیروگاه برق زمین‌گرمایی نیز ساخته شد و تا سال ۱۹۵۸ تنها نمونه موجود در جهان باقی ماند. در زمینه انرژی آبی، نخستین نیروگاه در اروپا بین سال‌های ۱۸۹۵ تا ۱۸۹۸ در پادِرنو دآدا در لمباردی ساخته شد. در صنعت انرژی خورشیدی، نخستین نیروگاه که قادر به تولید بخار با دمای ۴۵۰ درجه سانتی‌گراد بود، در سال ۱۹۶۳ در جنوآ ساخته شد و در سال ۱۹۸۰ نیز نخستین برج کانون خورشیدی با استفاده از آینه‌ها در ادرانو در سیسیل ساخته شد. در زمینه تولید انرژی بادی، نخستین پروژه‌های آزمایشی با حمایت شورای ملی تحقیقات ایتالیا و همکاری انل از نیمه دوم دهه ۱۹۷۰ آغاز شدند، به‌عنوان بخشی از بازسازی سیستم تولید و تأمین انرژی که پس از بحران نفتی سال ۱۹۷۳ و بحران انرژی ۱۹۷۹ پدید آمد.
در دهه‌های ۱۹۸۰ و ۱۹۹۰، پروژه‌های انرژی تجدیدپذیر جان تازه‌ای گرفتند، تحت تأثیر سه عامل هم‌زمان: افزایش سریع قیمت نفت خام (ناشی از تنش‌ها و درگیری‌های مسلحانه در خاورمیانه و خلیج فارس)، آگاهی عمومی جدید نسبت به محیط زیست (تحت تأثیر فاجعه چرنوبیل در سال ۱۹۸۶) و توقف کامل ساخت نیروگاه هسته‌ای در ایتالیا و ممنوعیت مشارکت انل در ساخت یا مدیریت نیروگاه‌های هسته‌ای در خارج از مرزهای ملی (در پی همه‌پرسی ۱۹۸۷ ایتالیا).

## انرژی تجدیدپذیر بر پایه بخش‌ها
پیش‌بینی مصرف نهایی ناخالص انرژی بر پایه بخش‌ها در سال ۲۰۲۰ (بدون احتساب تلفات و تعدیلات)
تمام کشورهای اتحادیه اروپا به‌همراه ایسلند و نروژ برنامه اقدام ملی انرژی‌های تجدیدپذیر (NREAPs) خود را ارائه دادند تا گام‌های برداشته‌شده و پیشرفت پیش‌بینی‌شده هر کشور بین سال‌های ۲۰۱۰ تا ۲۰۲۰ برای تحقق دستورالعمل انرژی‌های تجدیدپذیر را مشخص کنند. هر برنامه شامل جزئیات دقیق مربوط به مصرف کنونی انرژی‌های تجدیدپذیر هر کشور و طرح‌های توسعه آینده آن است. مطابق پیش‌بینی‌های ارائه‌شده توسط ایتالیا، در سال ۲۰۲۰ مصرف نهایی ناخالص انرژی این کشور بر اساس بخش‌ها به‌صورت زیر برآورد شده است:
| بخش                      | پیش‌بینی مصرف انرژی در سال ۲۰۲۰ (ktoe) | هدف سهم تجدیدپذیر در سال ۲۰۲۰ |
| ------------------------ | ------------------------------------- | ----------------------------- |
| گرمایش و سرمایش          | ۶۱٬۱۸۵                                | ۱۷٫۰۹٪                        |
| برق                      | ۳۲٬۲۲۷                                | ۲۶٫۳۹٪                        |
| حمل‌ونقل                  | ۳۳٬۹۷۲                                | ۱۰٫۱۴٪                        |
| مصرف نهایی ناخالص انرژی* | ۱۳۳٬۰۴۲                               | ۱۷٫۰۰٪                        |
| * شامل تلفات و تعدیلات   |                                       |                               |

به استثنای تلفات و تنظیمات، تقریباً نیمی از مصرف انرژی (۴۸٪) در بخش گرمایش و سرمایش استفاده می‌شود. بخش گرمایش و سرمایش (که به عنوان بخش حرارتی نیز شناخته می‌شود) شامل گرمایش خانگی و تهویه مطبوع، فرآیندهای صنعتی مانند کوره‌ها و هر نوع استفاده از گرما به‌طور کلی است. سهم بعدی بزرگ‌ترین بخش، بخش حمل و نقل با ۲۶٫۷٪ است که به دنبال آن بخش برق با ۲۵٫۳٪ قرار دارد. نسبت مصرف انرژی در هر بخش مشابه سال ۲۰۱۶ است.
برای دستیابی به هدف کلی ایتالیا برای استفاده ۱۷٪ از انرژی‌های تجدیدپذیر در مصرف نهایی ناخالص انرژی (۲۲٬۶۱۷ کیلوتن معادل نفت خام) تا سال ۲۰۲۰، اهدافی برای هر بخش به شرح زیر تعیین شده است: استفاده ۱۷٪ انرژی تجدیدپذیر در بخش گرمایش و سرمایش، ۲۶٪ در بخش برق و ۱۰٪ در بخش حمل و نقل (برای جزئیات بیشتر به اهداف زیر مراجعه کنید). پیش‌بینی می‌شود کل مصرف سالانه انرژی تا سال ۲۰۲۰ به ۱۳۳٬۰۴۲ کیلوتن معادل نفت خام (۱۳۳ میلیون تن معادل نفت) برسد.
اقدامات انرژی بالا، مصرف نهایی ناخالص انرژی را نشان می‌دهد. معیار گسترده‌تری نیز وجود دارد به نام انرژی اولیه که علاوه بر مصرف نهایی ناخالص انرژی برای مصرف‌کنندگان نهایی، شامل انرژی مصرف شده در استخراج سوخت‌ها (بخش انرژی) و انرژی از دست رفته در تبدیل (بخش تبدیل، یعنی تبدیل گرما به برق در نیروگاه‌ها یا تبدیل انرژی سوخت به گرما در نیروگاه‌های حرارتی) نیز می‌شود.
طبق «دستورالعمل بهره‌وری انرژی» اتحادیه اروپا، کشورهای اتحادیه اروپا هر سه سال یک‌بار «برنامه‌های بهره‌وری انرژی» خود را ارسال می‌کنند.
براساس گزارش ایتالیا در سال ۲۰۱۴، کل مصرف نهایی انرژی کشور در سال ۲۰۱۲ برابر با ۱۱۹٫۰۱ میلیون تن معادل نفت (Mtoe) و مصرف انرژی اولیه آن ۱۶۳٫۰۵ Mtoe بوده است.
بیشتر تفاوت حدود ۳۷٪ به دلیل تلفات در بخش تبدیل انرژی است. این تلفات احتمالاً بیشتر در بخش‌های نیروگاه حرارتی دیده می‌شود، بنابراین استفاده از برق تجدیدپذیر باعث کاهش انتشار Co2 و کاهش سوخت‌های از دست رفته در بخش انرژی و تبدیل و همچنین مصرف نهایی می‌شود.

### بخش برق

تولید برق تجدیدپذیر در ایتالیا بر اساس منابع

#### برق تجدیدپذیر بر اساس منابع
در سال ۲۰۱۵ برق تجدیدپذیر تقریباً ۳۷٫۹٪ از کل تولید ناخالص برق ایتالیا را تأمین کرد، که کاهش نسبت به حدود ۴۳٫۱٪ سال قبل بود که به دلیل نوسانات سالانه قابل توجه در تولید برق آبی بود. نیروی آب همچنان بزرگ‌ترین منبع منفرد تولید برق از انرژی‌های تجدیدپذیر در سال ۲۰۱۵ بود و تقریباً ۱۵٫۶٪ از تولید ملی را تشکیل داد. تولید خورشیدی سهم دوم بزرگ را با حدود ۸٫۱٪ داشت، رقمی قابل توجه با توجه به اینکه بیشتر تأسیسات خورشیدی از سال ۲۰۱۰ به بعد نصب شده‌اند. زیست‌انرژی حدود ۶٫۷٪ و پس از آن نیروگاه بادی با ۵٫۳٪ سهم داشتند. نیروگاه زمین‌گرمایی کوچک‌ترین سهم را با برآوردی حدود ۲٫۲٪ ارائه کرد.